# Mövenpick
Die Mövenpick Holding AG mit Sitz in Baar im Kanton Zug in der Schweiz ist eine international tätige Unternehmensgruppe, deren Unternehmensbereiche 2020 getrennt und in rechtlich selbständige Firmen überführt wurden. Einige der bekanntesten unter der Marke Mövenpick angebotenen Produkte und Dienstleistungen (u. a. Eis, Hotels, Teile der Gastronomie) gehörten bereits zuvor nicht mehr zum Portfolio der Holding, sondern wurden an andere Unternehmen verkauft. Nach der Abgabe der Hotels 2018 umfasste die Mövenpick-Gruppe noch die drei Unternehmensbereiche Marché International, Mövenpick Wein und Mövenpick Fine Foods. In der Holding waren dann noch etwa 4000 Mitarbeiter beschäftigt, während es einschließlich der Hotels Ende 2013 weltweit 19.968 waren.

## Geschichte
Am 19. Juli 1948 eröffnete der Schweizer Hotelierssohn Ueli Prager das erste Mövenpick-Restaurant, den Claridenhof in Zürich. Entwickelt für Menschen mit wenig Zeit, zeigte das damalige Logo von Mövenpick eine Möwe, die schnell «wie im Flug zum Aufpicken» versorgt wird.
In den Folgejahren wurden weitere Restaurants in Zürich, Luzern, Bern, Genf und Lugano eröffnet. 1960 gründete Prager eine eigene Einkaufs- und Importgesellschaft sowie eine zentrale Produktionsstätte. In Zürich wurde 1962 die erste Silberkugel als Fast-Food- und Take-Away-Restaurant eröffnet und unter dem Namen Caves Mövenpick in Zürich-Enge der erste Weinkeller in der Schweiz. Fast gleichzeitig lancierte Mövenpick die ersten Markenartikel. 1965 eröffnete Prager mit dem Mövenpick Main Taunus bei Frankfurt am Main das erste deutsche Mövenpick-Restaurant.
1972 eröffnete Mövenpick, zusammen mit Gulf Oil, die Autobahnraststätte Würenlos. Im gleichen Jahr wurde in Bursins die Produktion von «Mövenpick Ice Cream» aufgenommen. 1973 eröffnete Mövenpick in Glattbrugg und ungefähr zur gleichen Zeit in Regensdorf die beiden ersten Gross-Hotels in der Schweiz und vergab Lizenzen für Markenprodukte nach Deutschland, z. B. das Eis an Theo Schöller.
In Ägypten wurden die ersten Hotels ausserhalb Europas eröffnet. In den frühen 1980er Jahren wurden zwei weitere Gastronomiekonzepte lanciert: Die Caveau Weinbar und das Mövenpick Marché mit Selbstbedienungsrestaurants, welche die Speisen à la minute vor den Augen der Gäste zubereiteten.
1986 erwarben die Schwartauer Werke eine Lizenz zur Verwendung des Namens Mövenpick für Fruchtaufstriche und etablierten diesen als Premiummarke im deutschen Markt. Im August 2004 wurde der Vertrag langfristig verlängert.
1989 begann die Ausweitung der Standorte der Mövenpick Weinkeller auf Deutschland.

1992 verkaufte Gründer Ueli Prager seine Aktienmehrheit an den deutschen Unternehmer August von Finck. 1995 trennte sich Mövenpick von der Marke Silberkugel. An der Autobahn in Wädenswil bei Zürich öffnete das erste Cindy’s Diner. Im April 2003 verkaufte Mövenpick die internationalen Rechte für «Mövenpick Ice Cream» an Nestlé. Die Marke steht seitdem in keiner Beziehung mehr zum Unternehmen.
Seit Beginn der 2000er-Jahre wurden in Deutschland und der Schweiz kontinuierlich Mövenpick- und Marché-Restaurants geschlossen oder verkauft, darunter am Kurfürstendamm in Berlin, im Hanseviertel von Hamburg und am Opernplatz in Frankfurt. Die 18 geschlossenen Marchés waren laut dem CEO im Jahr 2008, Oliver Altherr, einfach an falschen Lagen. 2003 wurde Marché eine operativ eigenständige Tochter. Hauptmarkt waren nun die Autobahn- und Flughafenrestaurants. Von 2005 bis 2008 wurden 39 solche Betriebe eröffnet. Selbst in Ungarn stammten dabei die Rezepte aus der Schweiz. Zum Jahreswechsel 2013/2014 wurden die Schweizer Autobahnbetriebe (das Kernstück der Schweizer Marché-Gastronomiebetriebe) an den Schweizer Detailshandelskonzern Coop verkauft. Seit Ende April 2018 werden die Mövenpick-Hotels von der Hotelgruppe Accor betrieben. Eine weitere Expansion in den späten 2010er-Jahren erfolgte bei den Mövenpick-Marché Restaurants in Deutschland (Standorte an Autobahnen, in Zoos und Flughäfen) oder in Tschechien, sowie in Asien (z. B. Singapur).
In Deutschland gab es Stand 2023 noch fünf Mövenpick-Restaurants, z. B. Kröpcke Hannover oder Historische Mühle Potsdam und in der Schweiz drei. 2025 war auch das Restaurant in Luzern nicht mehr aufgelistet.

## Konzernstruktur
Seit Anfang 2003 wandelte sich Mövenpick zu einer klassischen Holdingorganisation. Die Unternehmensbereiche werden als selbständige Tochter- und Beteiligungsgesellschaften primär über finanzielle und strategische Richtlinien geführt. 2020 wurden die einzelnen Unternehmensbereiche der Mövenpick-Gruppe getrennt und treten als eigenständige Firma auf.

## Unternehmensbereiche (auch ehemalige)

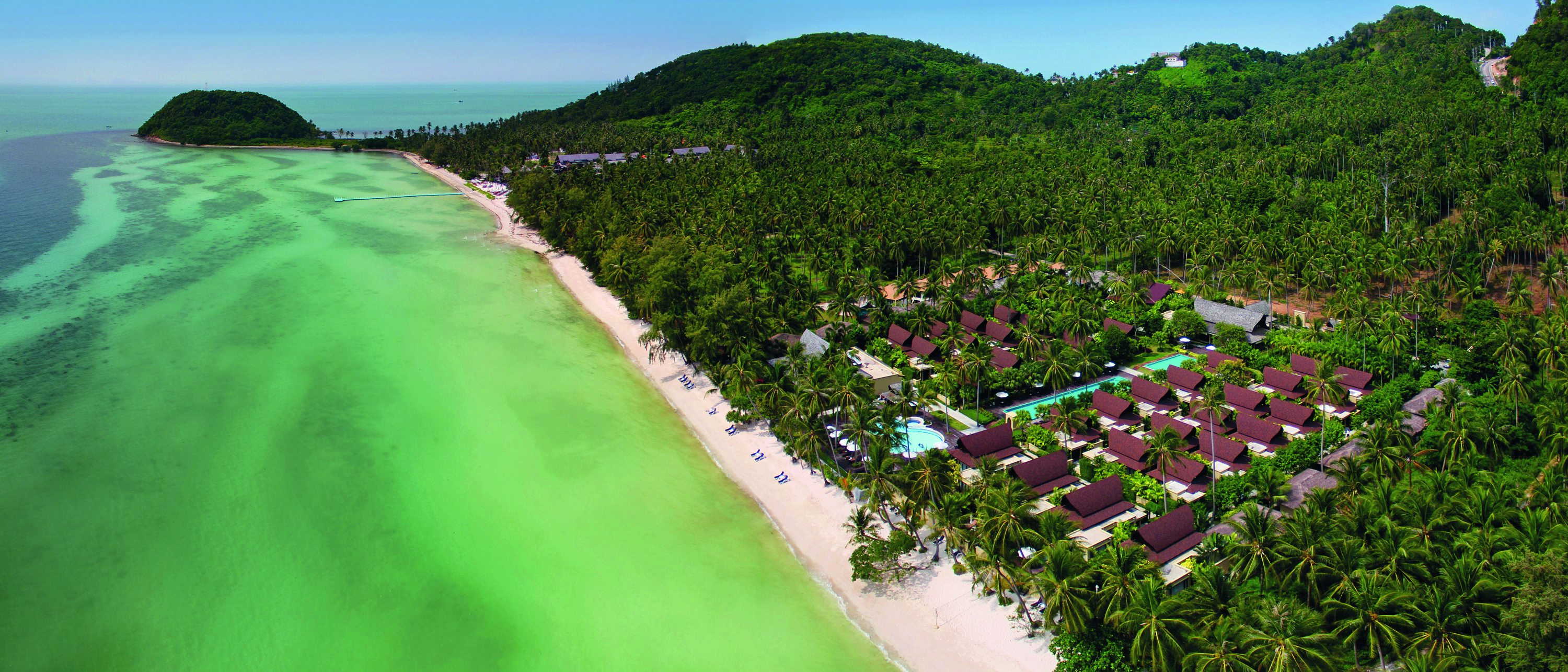
Mövenpick Resort Laem Yai Beach Samui (Thailand)

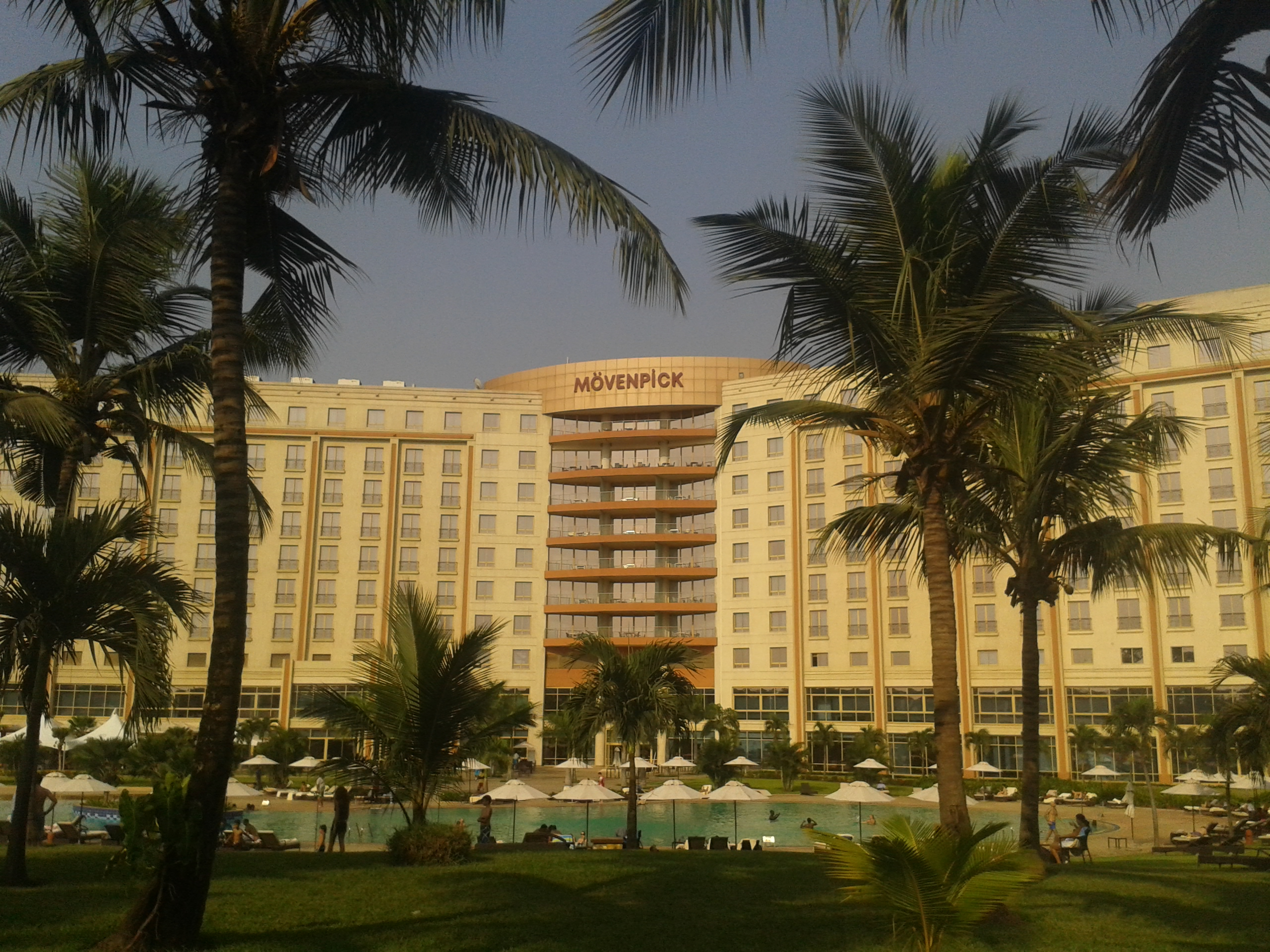
Mövenpick Ambassador Hotel Accra (Ghana)

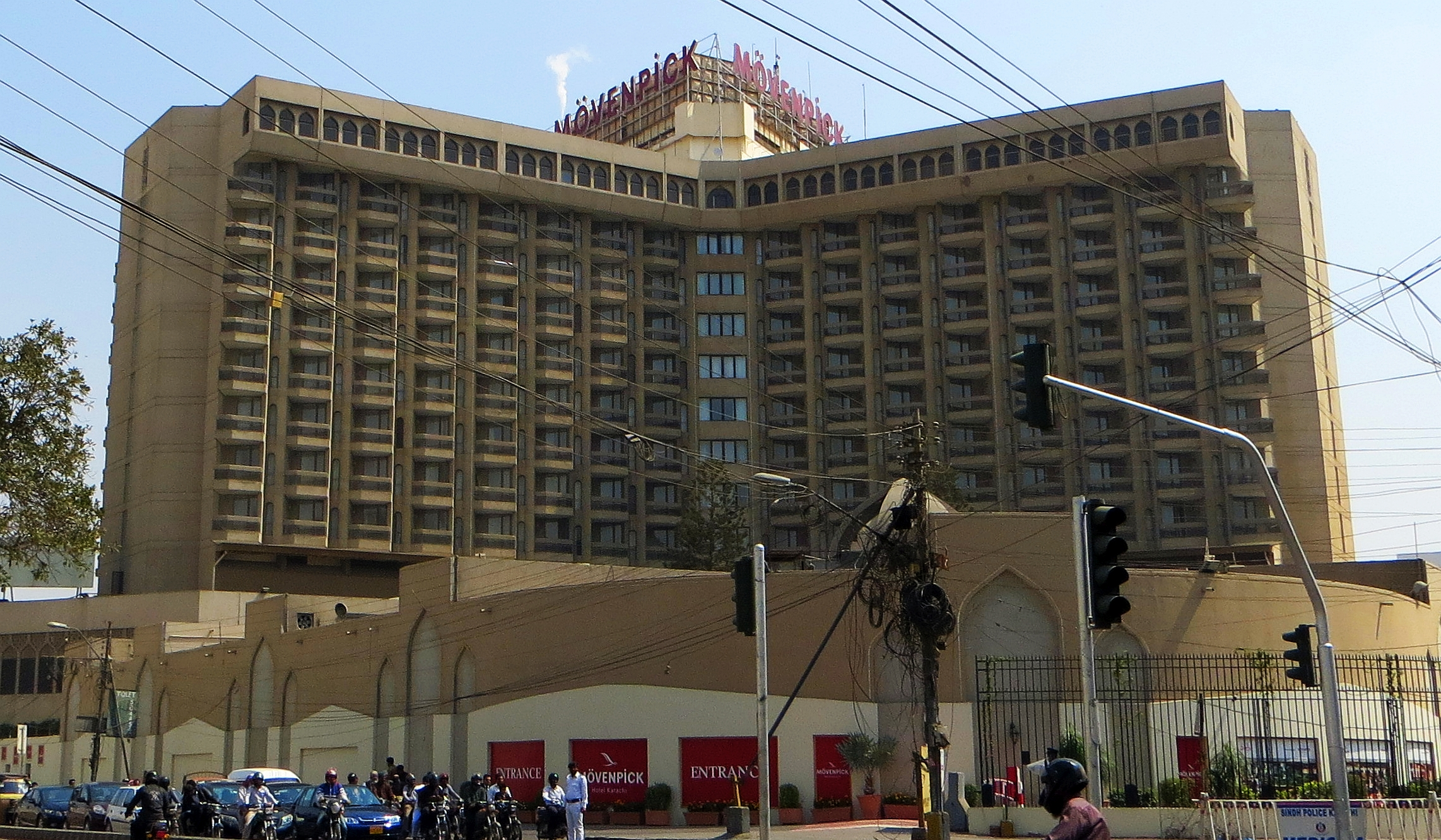
Mövenpick Hotel Karachi (Pakistan)

### Mövenpick Hotels & Resorts
Die Mövenpick Hotels & Resorts sind heute unternehmerisch kein Bestandteil der Mövenpick-Gruppe mehr, tragen den Namen aber weiterhin.
Am 30. April 2018 wurde bekanntgegeben, dass die französische Hotelgruppe Accor gemeinsam mit der Investmentgesellschaft Kingdom Holding des  saudischen  Milliardärs Prinz al-Walid ibn Talal die Sparte Mövenpick Hotels & Resorts für 560 Mio. CHF (467 Mio. Euro) übernimmt.
Die Mövenpick Hotels & Resorts betreibt laut Eigenangaben – Stand August 2021 – in 24 Ländern über 83 Hotels und Resorts im gehobenen Segment und bietet mit acht eigenen Schiffen Kreuzfahrten auf dem Nil an.

### Marché International
Die Marché International AG hat ihren Sitz in Freienbach. Im Jahr 2019 betrieb sie 174 Gastronomiebetriebe an 71 Orten in 8 Ländern Mitteleuropas und Asiens und beschäftigte dabei 2978 Mitarbeitende.
Die von Mövenpick entwickelte Marke Marché wird seit 2014 von zwei wirtschaftlich völlig verschiedenen Unternehmen benutzt: Neben der Marché International AG für alle Standorte außerhalb der Schweiz ist das im Heimatstandort Schweiz selbst die zur Coop-Gruppe gehörende Marché Restaurants Schweiz AG mit Sitz in Dietlikon u. a. mit 33 Gastronomiebetrieben, wovon 17 Marché Restaurants sind. Marché International betreibt in der Schweiz jedoch weiterhin Restaurants unter dem Namen Mövenpick und anderen Marken.
Mit Wirkung zum Jahr 2023 verkaufte die Mövenpick Holding Marché International im November 2022 an Lagardère Travel Retail.

### Mövenpick Wein
Mövenpick Wein ist ein Importeur und Anbieter von Qualitätsweinen in der Schweiz und in Deutschland. Der erste Mövenpick-Weinkeller wurde in den 50er Jahren im Zürcher Enge-Quartier eröffnet. Heute verfügt Mövenpick Wein über ein Filialnetz von über 30 Weinkellern in Deutschland und der Schweiz. Zusätzliche Bedeutung gewinnt neben dem stationären Handel der Online-Handel.
Das Sortiment beläuft sich auf 1200 verschiedene Weine (Stand: Februar 2020).

### Mövenpick Fine Foods
Das Segment umfasst Produkte aus den Kategorien Kaffee, Rauchfischspezialitäten, Salatsaucen, Beefsteak, Tatar und Schokolade. Im Jahr 2022 hat Mövenpick die Kuchenmeister GmbH als Lizenzpartner gewonnen.

## Besitzverhältnisse
Die Aktien der Mövenpick-Holding wurden am 12. Juni 2007 das letzte Mal an der Schweizer Börse SIX Swiss Exchange Zürich gehandelt. Seither ist Mövenpick ein privates Familienunternehmen und im Besitz der Carlton-Holding AG in Allschwil (Schweiz), die bereits seit Juli 2001 von Luitpold Ferdinand von Finck, dem Sohn von August von Finck junior kontrolliert wird.

## Interessenkonflikt der Besitzerfamilie
Im Januar 2010 wurden Parteispenden der Substantia AG an die deutsche FDP sowie an die CSU durch die Deutsche Presse-Agentur publik. Die Substantia AG gehört der Familie Finck (August von Finck junior) und hatte zwischen Oktober 2008 und Oktober 2009 1,1 Millionen Euro an die FDP und im Vorfeld der Bayerischen Landtagswahl 2008 820.000 Euro an die CSU überwiesen. Aufgrund der Mehrheitsbeteiligung der Familie Finck an der Mövenpick-Gruppe, die in Deutschland ehemals 14 Hotels betrieben hat (Stand September 2017, seit 2014 wurden 6 Hotels geschlossen), wurden die Spenden von den Oppositionsparteien im Deutschen Bundestag kritisiert. Diese sehen einen Zusammenhang zwischen den Spenden an die FDP bzw. die CSU und der von diesen Parteien betriebenen steuerlichen Entlastung der Hotelunternehmen in Deutschland durch das so genannte Wachstumsbeschleunigungsgesetz, das am 1. Januar 2010 in Kraft trat. Die FDP wurde infolgedessen teils spöttisch als „Mövenpick-Partei“ bezeichnet. Die FDP selbst wehrte sich gegen die Bezeichnung mit der Begründung, dass in der Vergangenheit auch viele Tourismuspolitiker aller im Bundestag vertretenen Parteien die Steuersenkung gefordert hätten. August von Finck wurde später eine Unterstützung der AfD vorgehalten.